# 安道尔历史
安道尔是欧洲比利牛斯山脉中的一个袖珍国家。
安道尔地区自古以来便是巴斯克人聚居地区。8世纪初，阿拉伯帝国占领当地，引起巴斯克人反抗。805年，当地的一支反抗军小部队为法兰克王国查理大帝的军队作向导，使其顺利越过比利牛斯山脉，夺取今北加泰罗尼亚部地区。为表感谢，查理曼允许当地独立，并以圣经地名“隐多尔”为其命名，后该名演变为安道尔。
819年，查理曼的继承者路易正式颁布敕令，赐予安道尔独立，并封乌格尔伯爵为当地领主。后乌格尔伯爵将安道尔赠与乌格尔教区主教。11世纪，乌格尔主教又将安道尔转封与卡波家族。之后，由于家族间的联姻，安道尔又陆续归属卡斯特利波家族和法国富瓦伯爵。
1278年，在阿拉贡王国调解下，乌格尔主教和富瓦伯爵达成协议，分享对安道尔的宗主权，安道尔每年需向双方缴纳贡品。15世纪后，富瓦伯爵领地被并入波旁家族，此后由于波旁家族的亨利四世夺取了法国王位，安道尔于1607年被正式归入法国王室领地。
法国大革命爆发后，法国于1793年放弃对安道尔的宗主权。1806年，法兰西第一帝国皇帝拿破仑一世为进军西班牙，重新确认了与安道尔的关系。
1868年，安道尔制定宪法，规定法国国家元首和加泰罗尼亚乌格尔主教为该国国家元首，由各自任命的常设代表行使象征性的主权，实际权力由普选产生的安道尔总委员会行使。
1934年，俄国冒险家斯科瑟廖夫曾在西班牙境内自称安道尔公爵鲍里斯一世，后被捕下狱。俄国方面的网站伪称，他治理安道尔至1941年时，为维希政府驱逐为止。
1993年，安道尔进行全民公投，制定新宪法，允许政党出现。